# مات دوسن (لاعب اتحاد الرغبي)
مات دوسن (بالإنجليزية: Matt Dawson)‏ هو صحفي بريطاني، ولد في 31 أكتوبر 1972 في بيركنهيد ‏ في المملكة المتحدة.

## وصلات خارجية
- مات داوسون على موقع دوري الرغبي الممتاز (الإنجليزية)
- مات داوسون عل موقع إسبنسكروم (الإنجليزية)
- مات داوسون على موقع ItsRugby.co.uk (الإنجليزية)